# Shinnok
Shinnok es un personaje en la serie de juegos de lucha Mortal Kombat. Shinnok es considerado el ser más malvado en el universo de Mortal Kombat, un dios antiguo caído, vengativo y poderoso. Shinnok apareció en Mortal Kombat 4, Mortal Kombat Gold, Mortal Kombat Mythologies: Sub-Zero y Mortal Kombat X como el jefe principal. También es un personaje jugable en Mortal Kombat: Armageddon.

## Historia
Shinnok es para Quan Chi lo que Shao Kahn es para Shang Tsung. A diferencia de Shao Kahn, Shinnok confía menos en la fuerza bruta y el provocar miedo y más en poderes mágicos y artefactos antiguos. Él es el jefe del Netherrealm, poseyendo a través de millones años, conocimiento y poder, incluyendo la capacidad de imitar a otros seres perfectamente. Shinnok demanda a sus seguidores fe firme y lealtad y no vacilará a matar a alguien que dude o lo desafíe. Como Raiden, él nunca puede ser muerto debido al hecho de que él es un dios y así, inmortal. Si su forma mortal es destruida, él se reformará, por lo general en el Netherrealm donde él fue desterrado.

## Apariciones
- Mortal Kombat Mythologies: Sub-Zero
- Mortal Kombat 4/Mortal Kombat Gold[4]
- Mortal Kombat: Armageddon
- Mortal Kombat 9
- Mortal Kombat X
- Mortal Kombat 11[5]